# Gerhard Keiderling

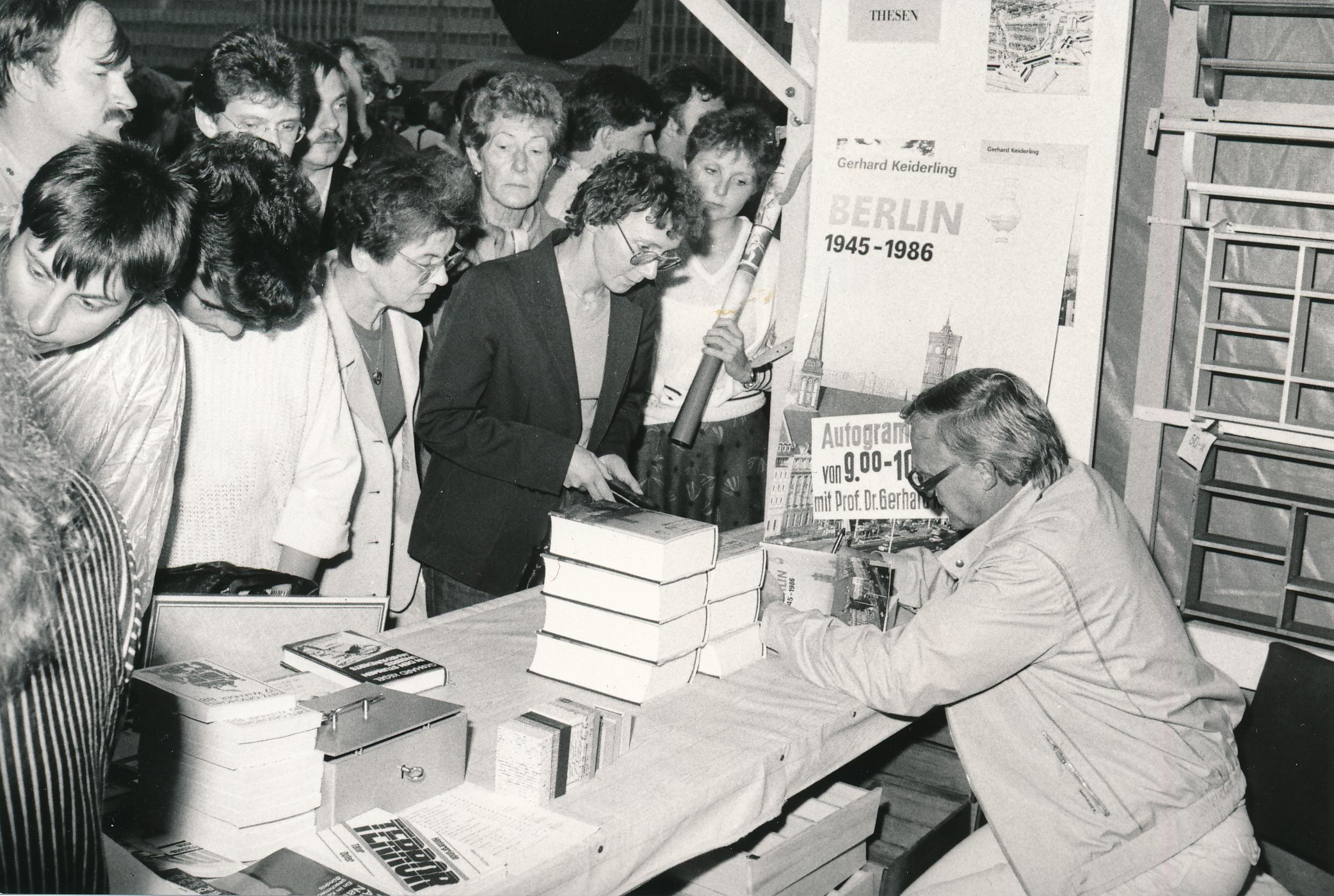
Gerhard Keiderling signiert sein Berlin-Buch zur 750-Jahr-Feier auf dem Alexanderplatz, 1987

Gerhard Keiderling (* 24. Mai 1937 in Weimar; † 18. Februar 2017 in Berlin) war ein deutscher Historiker.

## Leben
Gerhard Keiderling wurde als Sohn eines Hausmeisters im Schloss zu Weimar geboren. Seine Kindheits- und Jugenderlebnisse in der Klassikerstadt schilderte er in seinem autobiografischen Buch „Meine Weimarer Jahre“ (2005). Von 1955 bis 1960 studierte er in Halle an der Saale und in Berlin (Ost) Geschichte, Archivwissenschaft und Romanistik. 1960 legte er in Berlin (Ost) das Staatsexamen ab. Er war von 1960 bis 1972 wissenschaftlicher Assistent am Institut für Deutsche Geschichte der HU-Berlin. 1966 wurde er zum Thema „Das Westberlin-Problem in den internationalen Verhandlungen von November 1958 bis zum 13. August 1961“ promoviert. Von 1971 bis 1992 war er wissenschaftlicher Mitarbeiter am Zentralinstitut für Geschichte der Akademie der Wissenschaften der DDR in Berlin. Seit 1981 wurde er daselbst zum stellvertretenden Leiter des Wissenschaftsbereichs Geschichte der DDR ernannt. 1984 erfolgte die Promotion B (Habilitation) zum Thema „Die Berliner Krise 1948/49. Zur imperialistischen Strategie des kalten Krieges gegen den Sozialismus und der Spaltung Deutschlands“. Die Promotion B war aufgrund einer deutsch-deutschen Annäherungsphase mehrere Jahre auf Eis gelegt worden, während die Arbeit bereits 1982 unter demselben Titel als Band 69 der Reihe „Schriften des Zentralinstituts für Geschichte“ im Ost-Berliner Akademie-Verlag und in dessen West-Berliner Lizenzverlag „Das Europäische Buch“ erscheinen konnte. Seit 1985 war Gerhard Keiderling Professor und seit 1988 Forschungsgruppenleiter am Zentralinstitut für Geschichte in Ostberlin.
Keiderling war Autor zahlreicher Veröffentlichungen zur deutschen und Berliner Zeitgeschichte. Der Themenschwerpunkt seiner sehr quellenorientierten wissenschaftlichen Arbeiten lag dabei auf der Frage der deutsch-deutschen Teilung nach 1945 und der sogenannten Berliner Krise 1948/1949 bzw. der Berlin-Frage – dem Status der geteilten Stadt im Zeitraum von 1945 bis 1990. Für seine Forschungstätigkeit verlieh 1980 der Ost-Berliner Magistrat Keiderling den Goethe-Preis der Stadt Berlin. Besonders hervorzuheben ist sein Buch „Berlin 1945–1986. Geschichte der Hauptstadt der DDR“ zur Feier 750 Jahre Berlin mit, wie gewohnt, marxistisch-leninistischer Darstellung.
Nach der Deutschen Einheit rückte Keiderling vom Marxismus-Leninismus ab. Es erschienen u. a. „Gruppe Ulbricht in Berlin April bis Juni 1945“ mit einem Vorwort von Wolfgang Leonhard (1993). „Rosinenbomber über Berlin“ (1998) und „Der Umgang mit der Hauptstadt. Berlin 1945 bis 2000“ (2004). Gerhard Keiderling war im Zeitraum von 2004 bis 2006 auch wissenschaftlicher Gutachter und Berater für Film-Drehbücher u. a. für „Die Berliner Luftbrücke“ im Auftrag des ZDF (2004) sowie „Die Wölfe“ im Auftrag der Ziegler-Film GmbH (2006). In der Fernsehsendung „Johannes B. Kerner“ trat er 2005 als Experte zur Frage der Berliner Luftbrücke von 1948/49 auf.

## Nachlass
Sein Nachlass befindet sich heute im Landesarchiv Berlin. Darin sind u. a. enthalten sein wissenschaftlicher und privater Briefwechsel, Buch- und Aufsatzmanuskripte, Verlagsverträge, Filmgutachten, Reiseberichte sowie weitere persönliche Fotos und Urkunden. Es existieren für den Zeitraum 1956 bis 1975 auch handschriftliche Tagebücher mit Notizen zu wichtigen politischen Ereignissen. Der Bestand wird derzeit für die Nutzung vorbereitet.

## Publikationen

### Monografien
- Das Westberlin-Problem in den internationalen Verhandlungen von November 1958 bis zum 13. August 1961. Dissertation an der HU-Berlin 1966, DNB 481334971.
- mit Percy Stulz: Berlin 1945 bis 1968. Zur Geschichte der Hauptstadt der DDR und der selbständigen politischen Einheit Westberlin. Dietz, Berlin 1970.
- Die Berliner Krise 1948/49. Zur imperialistischen Strategie des kalten Krieges gegen den Sozialismus und der Spaltung Deutschlands (= Schriften des Zentralinstituts für Geschichte, Bd. 69). Akademie, Berlin 1982; zugleich bei „Das Europäische Buch“, Berlin, ISBN 3-88436-131-7.
- Die Spaltung Berlins. (= Illustrierte historische Hefte. 38). Deutscher Verlag der Wissenschaft, Berlin 1985, DNB 870127802.
- Berlin 1945–1986. Geschichte der Hauptstadt der DDR. Dietz, Berlin 1987, ISBN 3-320-00774-2.
- Wir sind die Staatspartei. Die KPD-Bezirksorganisation Groß-Berlin April 1945 - April 1946. Berlin-Verlag Spitz, Berlin 1997, ISBN 3-87061-653-9.
- „Rosinenbomber“ über Berlin. Währungsreform, Blockade, Luftbrücke, Teilung. Die schicksalsvollen Jahre 1948/49. Dietz, Berlin 1998, ISBN 3-320-01959-7.
- Der Umgang mit der Hauptstadt. Berlin 1945 bis 2000. Verlag am Park, Berlin 2004, ISBN 3-89793-084-6.
- Meine Weimarer Jahre. Erinnerungen an Kindheit und Jugend 1937–1955. Sutton, Erfurt 2005, ISBN 3-89702-832-8.
- Um Deutschlands Einheit. Ferdinand Friedensburg und der Kalte Krieg in Berlin 1945–195. Böhlau, Köln 2009, ISBN 978-3-412-20323-8.

### Herausgeberschaften
- Studien zur Geschichte Berlins.Aufsatzsammlung. hrsg. von Gerhard Keiderling u. a. Akademie-Verlag, Berlin 1987, ISBN 3-05-000286-7.
- „Gruppe Ulbricht“ in Berlin April bis Juni 1945. Von den Vorbereitungen im Sommer 1944 bis zur Wiedergründung der KPD im Juni 1945. Eine Dokumentation mit einem Geleitwort von Wolfgang Leonhard. Spitz, Berlin 1993, ISBN 3-87061-398-X.

### Erwähnt in
- Lutz Hagestedt (Hrsg.): Deutsches Literatur-Lexikon. Das 20. Jahrhundert. Biographisch-Bibliographisches Handbuch. Begr. von Wilhelm Kosch. Bd. 26, Walter de Gruyter, Berlin 2016, ISBN 978-3-11-045295-2, Sp. 418–419.
- Lothar Mertens: Lexikon der DDR-Historiker. Biographien und Bibliographien zu den Geschichtswissenschaftlern aus der Deutschen Demokratischen Republik. Saur, München 2006, ISBN 3-598-11673-X.